# Антоній Станіслав Юраш
Антоній Станіслав Юраш (пол. Antoni Stanisław Jurasz; 24 листопада 1847 м. Сплав'є, Велике Князівство Познанське, Королівство Пруссія — 12 серпня 1923 Познань, Польща) — польський лікар отоларинголог, професор, організатор та керівник кафедри оториноларингології Львівського університету (1908—1919), декан медичного факультету Львівського університету (1913—1915), ректор Львівського університету (1918—1919).

## Життєпис
Закінчив медичний факультет Університету Грайфсвальд, Німеччина у 1871 році. Проходив стажування у Вюрцбурзькому університеті (1870). Здобув докторський ступінь у Грайфсвальдському університеті за працю: «Вивчення впливу жовчних і жовчних кислот на клітини крові» (1872). У 1880 році він став професором оториноларингології в Гейдельберзькому університеті — перший поляк, який дістав посаду професора в цьому університеті. Він працював там протягом 35 років.
У 1908 році він переїхав до Львова. Організатор та керівник кафедри оториноларингології Львівського університету (1908—1919). Декан медичного факультету Львівського університету в 1913—1915 роках. Ректор Львівського університету у 1918—1919 роках.
Антоній Юраш переїхав до Познані у 1920 році та почав викладати в Познаньському університету.
Помер Антоній Юраш 12 липня 1923 у Познань, де і похований.
Його ім'ям названо шпиталь Університету у Бидгощі.

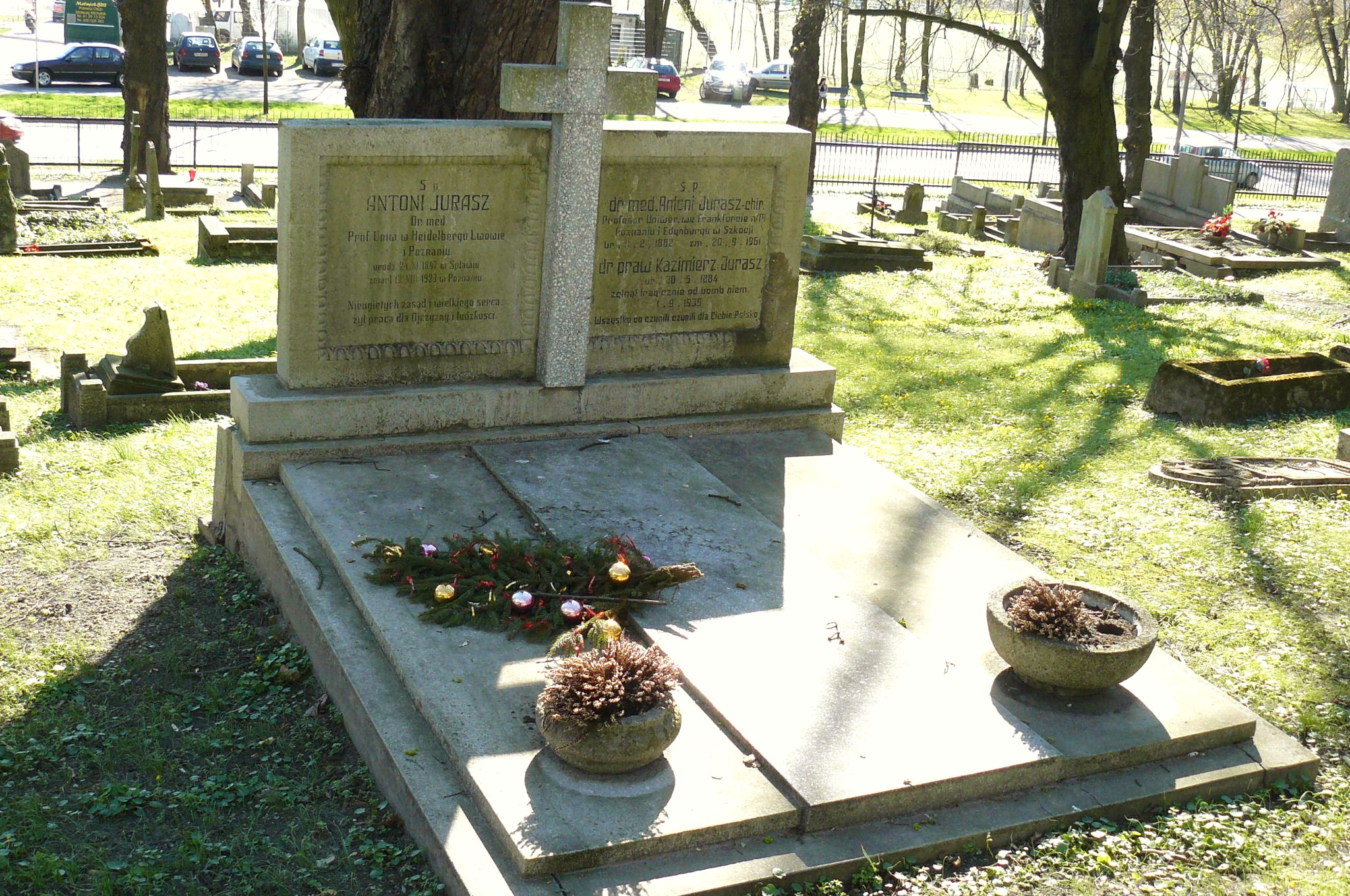
Родинне поховання Юрашів у Познані

### Працював
- хірург діючої армії (1870-71);
- асистент (1872-77), доцент (1877-80), професор і керівник клініки оториноларингології (1880—1908) Гайдельберзького університету;
- організатор і керівник кафедри оториноларингології Львівського університету (1908-19),
- декан медичного факультету Львівського університету (1913-15),
- ректор Львівського університету (1918-19);
- організатор і керівник кафедри оториноларингології Познанського університету (1920-23).

## Сім'я
Одружився з Кароліною (Гаспей) англійкою за походженням, жінкою освіченою. З нею у шлюбі мав семеро дітей: Адам (1876—1919), Ядвіга (1880—1976), Антоній Томас (1882—1961), Яна Казимира (1882—1966), Казимир (1884—1939), Гелена-Янта (1888—1984), Марія-Анна (1892—1986).

## Звання та нагороди
Доцент (1877), професор (1880). Почесний професор Познанського університету (1921). Почесний член лікарських товариств Кракова, Лодзі, Варшави; член ларингологічних товариств Відня і Парижа; співзасновник журналів Monatschrift fur Ohrenheilkunde und Laryngo-Rhinologie та Zeitschrift fur Laryngologie und die Grenzgebiete.

## Доробок

### Напрями наукових досліджень
- діагностика і хірургічне лікування пухлин верхніх дихальних шляхів;
- ендоскопія дихальних шляхів; лікування хвороб приносових пазух;
- інгаляційне лікування ЛОР-патології на курортах Трускавець та Великий Любінь;
- вивчав фізіологію мовлення та заклав основи фоніатрії;
- один із найперших дослідників склеромної хвороби як крайової патології Прикарпаття;
- запропонував нові ларингологічні інструменти, зокрема, щипці для видалення пухлин носоглотки, канюлю для тривалого дренування верхньощелепової пазухи;
- вивчав дію алкалоїдів, протиневротичних засобів у ларингологічній клініці; питання історії ларингології.

Вважається одним із основоположників польської і світової ларингології, піонером риноскопії. Автор близько 80 наукових праць, серед них підручник, монографії.

### Основні праці
- Untersuchung ueber die Einwirkung der Galle und der Gallensauren auf die Blutkorperchen (дипл. праця). Greifswald, 1872; (нім.)
- Laryngologia (підручник). Krakyw, 1876; (пол.)
- Das systolische Hirngeraeusch der Kinder (дис. праця). Heidelberg, 1877;(нім.)
- Laryngoskopia i choroby krtani (монографія). Krakyw, 1878; (пол.)
- Über die Sondirung der Stirnbeinhöhle. Berliner klinische Wochenschrift, 1887, № 3; (нім.)
- Die Krankenheiten der oberen Luftwege (монографія). Heidelberg, 1892;(нім.)
- Chirurgie der Gaumenmandeln (розділ в підрічнику Handbuch der speciellen Chirurgie, 1911); (нім.)
- O ewolucyjnych zmianach krtani w obrazie klinicznym. Now Lek 1922; (пол.)
- Über die Sensibilitätsneurosen des Rachens und des Kehlkopfes. Volkmann's Sammlung klinischer Vortraege 1915; (нім.)
- Handbuch der Laryngologie und Rhinologie. Wien, 1898. (нім.)